# Elaeocarpus decipiens
Elaeocarpus decipiens är en tvåhjärtbladig växtart som beskrevs av William Botting Hemsley. Elaeocarpus decipiens ingår i släktet Elaeocarpus och familjen Elaeocarpaceae. Utöver nominatformen finns också underarten E. d. changii.